# Carl Axel Magnus Lindman
Pour les articles homonymes, voir Lindman.
Carl Axel Magnus Lindman ou Carl Lindman, né à Halmstad le 6 avril 1856 et mort à Stockholm le 21 juin 1928, est un botaniste et illustrateur botanique suédois. Remarquable dessinateur et fin observateur, il est surtout réputé pour son ouvrage Bilder ur Nordens Flora, publié entre 1901 et 1905.

## Biographie
Il est le fils de Carl Christian Lindman et Sophie Fredrique Löhr. Il n’était encore qu’un bambin quand son père est décédé et sa sœur naquit après ce décès. La mère et ses deux jeunes enfants s'installent en 1864 à Växjö, où Carl fréquente l’école primaire. En dépit de son talent musical et artistique, sa mère l’éloigne d’une telle carrière. Après avoir terminé ses études secondaires en 1874, il s’inscrit immédiatement aux cours de botanique et de zoologie à l’université d’Uppsala. Dix ans plus tard, il devient professeur de botanique et obtient le titre de docteur en philosophie. En 1887, Lindman est nommé secrétaire royal au Muséum suédois d'histoire naturelle, tout en partageant le reste de son temps entre son travail d’assistant au jardin botanique de Bergius, le Bergianska Trädgården, et sa tâche de conférencier en histoire naturelle et physique au Högre Latinläroverket, une école secondaire de Stockholm. En 1892, Carl Lindman et Gustaf Malme se voient attribuer la première bourse de voyage octroyée par la couronne suédoise. Après un voyage au Brésil et au Paraguay, il retourne au poste de conférencier qu’il occupait avant son départ. Entre 1896 et 1900, il est tuteur auprès des fils du prince, futur Gustave V de Suède. Lindman est fait professeur de botanique au Muséum suédois d'histoire naturelle, chaire qu’il assume de 1905 jusqu’à sa retraite en 1923. Il s’éteint en 1928 à 72 ans.

### Bilder ur Nordens Flora
Planches tirées de Bilder ur Nordens Flora, C.A.M. Lindman, Stockholm, 1901-1905.

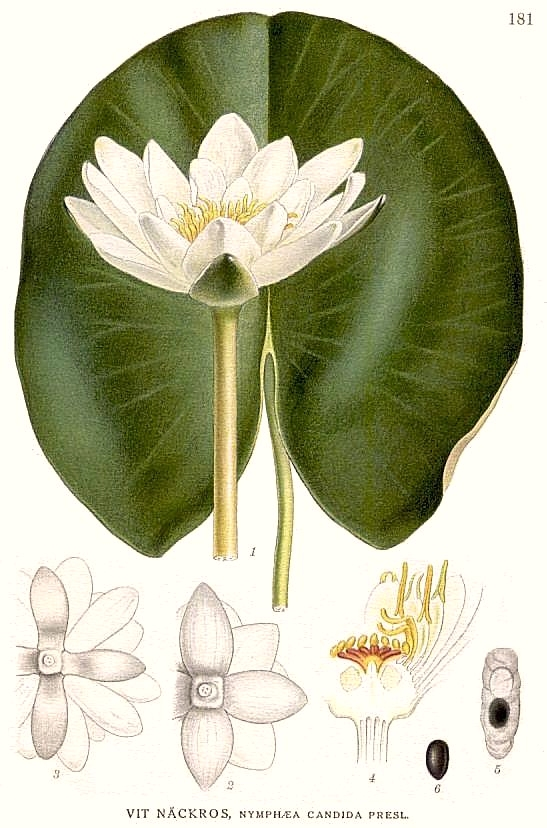
Nymphæa candida (en) C.Presl.
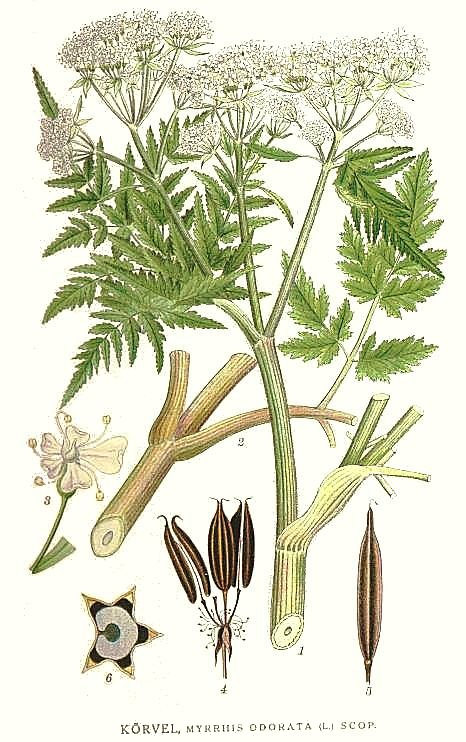
Myrrhis odorata (L.) Scop.
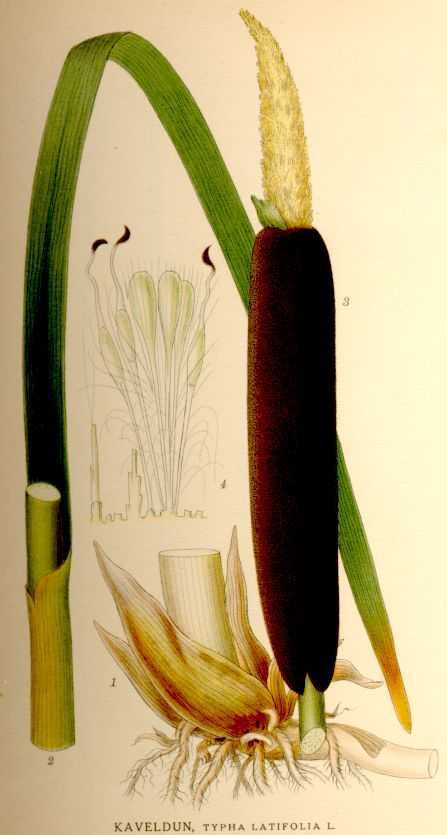
Typha latifolia L.

## Source
- (en) Cet article est partiellement ou en totalité issu de l’article de Wikipédia en anglais intitulé « Carl Axel Magnus Lindman » (voir la liste des auteurs).